# Familia Telerín
La Familia Telerín es un programa de Televisión Española que se encargaba de anunciar el final de la programación infantil y dar paso a la programación adulta. Fue creado en 1964 por los hermanos Santiago y José Luis Moro.

## Características
Esta sintonía indicaba, todos los días, a las 19:30 en invierno y a las 20:00 en verano, que el día televisivo se había acabado para los más pequeños de la casa. Hubo varios anuncios, primero en blanco y negro y, más tarde, en color. La Familia Telerín estaba compuesta por Cleo, Teté, Maripí, Pelusín, Coletas y Cuquín.

## Legado
Cosechó un gran éxito en los niños de los 60. El programa se emitió en otros países, entre ellos México, Chile, El Salvador, Venezuela y Argentina. Sobre la Familia Telerín se publicaron álbumes de cromos, libretas, cuentos, relojes, pañuelos y se hicieron muñecos de plástico. Una adaptación a cómic apareció en la revista "Din Dan" de Editorial Bruguera y "Anteojito" de Manuel García Ferré, dibujada por Blas Sanchis.

## Película
En 1966 protagonizaron su propia película titulada El mago de los sueños.

## Cleo & Cuquín
En 2018 se estrenó la serie animada Cleo & Cuquín, una versión actualizada y en animación 3D, producida por Ánima Kitchent para RTVE y adquirida por Netflix para su distribución internacional. Se emite en Latinoamérica por Discovery Kids, en España por Clan TV y en México por Mexiquense TV (Canal 34) del Sistema Mexiquense de Medios Públicos como parte del programa Bim Bam Bum y por Canal 5,  además por su canal oficial de YouTube.